# Patti LaBelle
Patricia Louise Holte (Filadelfia; 24 de mayo de 1944), conocida como Patti LaBelle es una famosa cantante de soul y R&B estadounidense, conocida popularmente como «la Madrina del Soul».
Considerada una de las voces más portentosas de la música pop, comenzó su carrera como vocalista principal del grupo LaBelle, para luego lanzar una exitosa carrera solista.  En casi siete décadas de carrera, ha vendido más de 50 millones de discos en todo el mundo.  La revista Rolling Stone la incluyó en su lista de los 100 mejores cantantes de la historia. Ha ganado dos premios Grammy, un American Music Award, siete Image Awards, entre muchos otros. Ha sido incluida en el Salón de la Fama de los Grammy, el Paseo de la Fama de Hollywood, el Paseo de la Fama de la Música Negra y el Entretenimiento y el Salón de la Fama del Teatro Apollo.

## Biografía
Labelle comenzó su carrera a principios de la década de 1960 como cantante principal y líder del grupo vocal Patti LaBelle and the Bluebelles. Tras el cambio de nombre del grupo a Labelle en la década de 1970, lanzaron el popular éxito número uno "Lady Marmalade". Como resultado, después de que el grupo se separó en 1976, LaBelle comenzó una exitosa carrera en solitario, con un álbum debut aclamado por la crítica, que incluía la canción que definió su carrera: "You Are My Friend". LaBelle se convirtió en una estrella en 1984 tras el éxito de los sencillos "If Only You Knew", "Love, Need and Want You", "New Attitude" y "Stir It Up". Dos años después, en 1986, LaBelle obtuvo un álbum número uno, "Winner in You" y un sencillo número uno, "On My Own", con Michael McDonald.
En 1989, "Be Yourself" generó el sencillo "If You Asked Me To" (más tarde versionado por Celine Dion). LaBelle ganó un Grammy de 1992 a la Mejor Interpretación Vocal Femenina de R&B por su álbum de 1991 "Burnin", un álbum que incluía las canciones "Somebody Loves You Baby (You Know Who It Is)", "Feels Like Another One" y "When You've Been Blessed (It feels like heaven)".
LaBelle obtuvo una segunda victoria en el Grammy por el álbum en vivo "Live! One Night Only". Sus álbumes "Burnin", "Gems" (1994) y "Flame" (1997) continuaron su popularidad entre el público joven de R&B a lo largo de la década. En 2008 se reunió con sus compañeras de banda de Labelle para el álbum "Back to Now", seguido de una gira promocional bien recibida.
También ha tenido éxito como actriz con papeles en la película "A Soldier's Story" y en programas de televisión como "A Different World" y "American Horror Story: Freak Show". En 1992, LaBelle protagonizó su propia comedia televisiva "Out All Night". Una década más tarde, presentó su propio programa de televisión de estilo de vida, "Living It Up with Patti LaBelle" en TV One. En 2015, participó en la competencia de baile Bailando con las estrellas a la edad de 70 años. Labelle también ha tenido éxito al lanzar su propia marca de ropa de cama, libros de cocina y alimentos para varias empresas. En 2015, su Patti's Sweet Potato Pie vendió millones cuando un video de YouTube elogiando el producto se volvió viral. Como resultado, durante un período de 72 horas, Walmart vendió un pastel por segundo.

## Vida personal
LaBelle abandonó la escuela secundaria John Bartram de Filadelfia solo un semestre antes de graduarse en 1962, pero regresó a ella con más de treinta años para graduarse.
LaBelle escribió que Jackie Wilson la agredió sexualmente mientras estaba en el Teatro Brevoort en Brooklyn en la década de 1960. Alrededor de 1964, LaBelle estaba comprometida con Otis Williams, miembro fundador de The Temptations. El compromiso duró un año antes de que Patti lo rompiera por temor a que Williams la obligara a mudarse a Detroit y retirarse de la carretera.
El 23 de julio de 1969, LaBelle se casó con un viejo amigo, Armstead Edwards, que era maestro de escuela. Después de que LaBelle comenzara su carrera en solitario, Edwards se convirtió en su mánager, puesto en el que permanecería hasta el año 2000. Ese año, LaBelle anunció que ella y Edwards se habían separado legalmente y su divorcio finalizó en 2003. Tienen un hijo, Zuri Kye Edwards (nacido en 1973), quien ahora es su mánager. Gracias a Zuri (cuyo nombre significa "bueno" en suajili), LaBelle es abuela de dos niñas y un niño.
Los miembros de la familia de LaBelle murieron a edades tempranas. Su madre Bertha murió en octubre de 1978 de diabetes a la edad de 62 años.[35] Su padre, Henry Holte Jr., murió por complicaciones del enfisema y la enfermedad de Alzheimer en octubre de 1989 a la edad de 70 años. Sus tres hermanas también murieron jóvenes. La hermana mayor, Vivian Hogan Rogers, murió de cáncer de pulmón en octubre de 1975 a la edad de 43 años. Siete años después, en octubre de 1982, su hermana mayor, Barbara Holte Purifoy, murió por complicaciones del cáncer de colon a la edad de 40 años. En julio de 1989, tres meses antes de la muerte de su padre, LaBelle perdió a su hermana menor, Jacqueline "Jackie" Holte-Padgett, a causa de un cáncer cerebral a la edad de 43 años. Un día después de que la cantante enterró a Padgett, LaBelle, destrozada emocionalmente, filmó el video musical de "If You Asked Me To", donde se la ve llorando en varias tomas; el video fue filmado en lo que habría sido el cumpleaños número 44 de Padgett. La cantante dedicó su álbum "Burnin" de 1991 y su famosa interpretación de la canción "Wind Beneath My Wings" durante su gira de conciertos en 1991-1992 a Padgett. Luego de su muerte, LaBelle y su marido adoptaron a sus dos hijos.
LaBelle escribió en su autobiografía que debido a que sus hermanas y padres murieron "antes de tiempo", ella temía no llegar a los 50 años. Sin embargo, una vez que llegó a esa edad, la cantante dijo que sintió que su vida "acababa de comenzar". Un año después, a LaBelle se le diagnosticó diabetes y luego se convirtió en portavoz de varias organizaciones dedicadas a combatir la enfermedad.
Tiene una casa en Wynnewood, un suburbio de Filadelfia, y también tiene condominios en Los Ángeles y en Eleuthera, Bahamas.

## En la cultura pop
Patti LaBelle ha sido descrita como "el ícono gay más grande de todos los tiempos y un excelente ejemplo de la intersección de la comunidad LGBT y las artistas negras". En una entrevista de 2017, aseguró: "Cuando pienso en ello, los fans homosexuales son parte de la razón, una gran razón, por la que todavía estoy de pie, porque me amaban cuando otras personas no lo hacían. Todo el mundo siempre dice: "¿Qué hace que le gustes a los hombres homosexuales?" "No tengo ni idea", respondo. Todavía no lo sé. Pero sé que el amor me ha levantado durante muchos, muchos años".
Es considerada una leyenda viviente, su impacto en la cultura pop la ha hecho ser referente para artistas como : Anita Baker, Mariah Carey, Jennifer Hudson, Kelly Rowland, entre muchos otros grandes nombres de la industria además de ser una de las artistas más longevas de todos los tiempos en 2023 participó en el tributo a Carey en Grio awards donde se pudo apreciar su prodigiosa voz bien conservada.
LaBelle apareció en algunos titulares a fines de 2015 cuando un bloguero conocido como James Wright habló con entusiasmo en YouTube sobre su marca de pasteles. El video rápidamente se volvió viral y, durante un tiempo, se vendió un pastel cada segundo en Walmart, y se agotaron en las tiendas de todo el país. Ha aparecido en dos comerciales de Walmart y también en un comercial de Old Spice.
LaBelle es el personaje principal de la popular parodia web Got 2B Real.
Ha colaborado con artistas como Gladys Knight, Diana Ross, Dionne Warwick etc..

## Discografía

### Álbumes
- 1962 Sleigh Belles, Jingle Belles, and Bluebelles (con The Bluebelles)
- 1963 Sweethearts of the Apollo (con The Bluebelles)
- 1965 The Bluebelles on Stage (con The Bluebelles)
- 1966 Over the Rainbow (con The Bluebelles)
- 1967 Dreamer (con The Bluebelles)
- 1971 Labelle (con LaBelle)
- 1972 Moon Shadow (con LaBelle)
- 1973 Pressure Cookin' (con LaBelle)
- 1974 Nightbirds (con LaBelle) (#7 U.S.)
- 1975 Phoenix (con LaBelle) (#44 U.S.)
- 1976 Chameleon (con LaBelle) (#94 U.S.)
- 1977 Patti LaBelle LP (#62 U.S.)
- 1978 Tasty (#129 U.S.)
- 1979 It's Alright with Me (#145 U.S.)
- 1980 Released (#114 U.S.)
- 1981 The Spirit's In It (#156 U.S.)
- 1983 I'm In Love Again (#40 U.S.)
- 1985 Patti (#72 U.S.)
- 1986 Winner in You (#1 U.S., #30 UK, #29 U.S. Dance)
- 1989 Be Yourself (#86 U.S.)
- 1990 This Christmas
- 1991 Burnin' (#71 U.S.)
- 1992 Live! (#135 U.S.)
- 1994 Gems (#48 U.S.)
- 1997 Flame (#39 U.S.)
- 1998 Live! One Night Only (#182 U.S.)
- 2000 When a Woman Loves (#63 U.S.)
- 2004 Timeless Journey (#18 U.S.)
- 2005 Classic Moments (#24 U.S.)
- 2006 The Gospel According to Patti LaBelle
- 2007 Miss Patti's Christmas (#174 U.S.)
- 2008 Live in Washington, D.C.
- 2017 Bel Hommage

### Sencillos
| Año  | Título                                                                | Máx. Posición | Máx. Posición    | Máx. Posición | Máx. Posición    | Álbum                                                                           |
| Año  | Título                                                                | U.S. Hot 100  | U.S. R&B/Hip-Hop | U.S. Dance    | UK Singles Chart | Álbum                                                                           |
| 1962 | "I Sold My Heart to the Junkman" (con The Blue Belles)                | #15           | #13              | -             | -                | Sweethearts of the Apollo                                                       |
| 1963 | "Down the Aisle" (con The Blue Belles)                                | #37           | #14              | -             | -                | Sweethearts of the Apollo                                                       |
| 1964 | "You'll Never Walk Alone" (con The Blue Belles)                       | #34           | -                | -             | -                | Sweethearts of the Apollo                                                       |
| 1965 | "Danny Boy" (con The Blue Belles)                                     | #76           | #76              | -             | -                | Sweethearts of the Apollo                                                       |
| 1966 | "All or Nothing" (con The Blue Belles)                                | #68           | -                | -             | -                | Over the Rainbow                                                                |
| 1967 | "Take Me for a Little While" (con The Blue Belles)                    | #89           | #36              | -             | -                | Dreamer                                                                         |
| 1975 | "Lady Marmalade" (con LaBelle)                                        | #1            | #1               | #1            | #17              | Nightbirds                                                                      |
| 1975 | "What Can I Do for You?" (con LaBelle)                                | #48           | #8               | #1            | -                | Nightbirds                                                                      |
| 1975 | "Messin' With My Mind" (con LaBelle)                                  | -             | -                | #8            | -                | Phoenix                                                                         |
| 1976 | "Get You Somebody New" (con LaBelle)                                  | -             | #50              | -             | -                | Chameleon                                                                       |
| 1977 | "Isn't It a Shame?" (con LaBelle)                                     | -             | #18              | -             | -                | Chameleon                                                                       |
| 1977 | "Joy to Have Your Love"                                               | -             | #11              | -             | -                | Patti Labelle                                                                   |
| 1977 | "Dan Swit Me"                                                         | -             | -                | #29           | -                | Patti LaBelle                                                                   |
| 1978 | "You Are My Friend"                                                   | -             | #61              | -             | -                | Patti LaBelle                                                                   |
| 1979 | "Music Is My Way of Life"                                             | -             | #81              | #10           | -                | It's Alright With Me                                                            |
| 1979 | "It's Alright With Me"                                                | -             | #34              | -             | -                | It's Alright With Me''                                                          |
| 1980 | "Release (The Tension)"                                               | -             | -                | #48           | -                | Released                                                                        |
| 1980 | "I Don't Go Shopping"                                                 | -             | #26              | -             | -                | Released                                                                        |
| 1981 | "The Spirit's in It"                                                  | -             | -                | #49           | -                | The Spirit's in It                                                              |
| 1983 | "I'll Never, Never Give Up"                                           | -             | -                | #57           | -                | I'm in Love Again                                                               |
| 1984 | "If Only You Knew"                                                    | #46           | #1               | -             | -                | I'm in Love Again                                                               |
| 1984 | "Love Has Finally Come at Last" (con Bobby Womack)                    | #88           | -                | -             | -                | Patti                                                                           |
| 1985 | "New Attitude"                                                        | #17           | #3               | #1            | -                | Patti                                                                           |
| 1985 | "Stir It Up"                                                          | #41           | #5               | #18           | -                | Patti                                                                           |
| 1986 | "On My Own" (con Michael McDonald)                                    | #1            | #1               | -             | #2               | Winner in You                                                                   |
| 1986 | "Oh, People"                                                          | #29           | #7               | -             | #26              | Winner in You                                                                   |
| 1986 | "Kiss Away the Pain"                                                  | -             | #13              | -             | -                | Winner in You                                                                   |
| 1987 | "Something Special (Is Gonna Happen Tonight)"                         | -             | #50              | #10           | -                | Winner in You                                                                   |
| 1987 | "Just the Facts"                                                      | -             | #34              | -             | -                | Winner in You                                                                   |
| 1989 | "If You Asked Me To"                                                  | #79           | #10              | -             | -                | Be Yourself                                                                     |
| 1989 | "Yo Mister"                                                           | -             | #6               | #44           | -                | Be Yourself                                                                     |
| 1990 | "I Can't Complain"                                                    | -             | #65              | -             | -                | Be Yourself                                                                     |
| 1991 | "Feels Like Another One"                                              | -             | #3               | #17           | -                | Burnin'                                                                         |
| 1991 | "Somebody Loves You Baby (You Know Who It Is)"                        | -             | #2               | -             | -                | Burnin'                                                                         |
| 1992 | "All Right Now"                                                       | -             | #30              | -             | -                | Burnin'                                                                         |
| 1992 | "When You've Been Blessed (Feels Like Heaven)"                        | -             | #4               | -             | -                | Burnin                                                                          |
| 1994 | "The Right Kind of Lover"                                             | #61           | #8               | #1            | #50              | Gems                                                                            |
| 1994 | "All This Love"                                                       | -             | #42              | -             | -                | Gems                                                                            |
| 1995 | "Turn It Out" (con LaBelle)                                           | -             | -                | #1            | -                | Music From The Motion Picture: To Wong Foo, Thanks For Everything, Julie Newmar |
| 1995 | "I've Never Stopped Loving You"                                       | -             | #67              | -             | -                | Gems                                                                            |
| 1997 | "When You Talk About Love"                                            | #56           | #12              | #1            | -                | Flame                                                                           |
| 1998 | "Shoe Was on the Other Foot"                                          | -             | -                | #10           | -                | Flame                                                                           |
| 2004 | "New Day"                                                             | #93           | #36              | #11           | -                | Timeless Journey                                                                |
| 2004 | "Gotta Go Solo" (con The Isley Brothers ft. Ronald "Mr. Biggs" Isley) | #89           | #31              | -             | -                | Gotta Go Solo (Single)                                                          |
| 2005 | "Ain't No Way" (ft. Mary J. Blige)                                    | -             | #62              | -             | -                | Classic Moments                                                                 |